# 寺西是成
寺西 是成（てらにし これなり）は、安土桃山時代の武将、大名。諱は清行（きよゆき）、忠澄（ただずみ）ともある。通称は次郎介（次郎助）。関ヶ原での改易後、剃髪して吸庵（きゅうあん）と名乗った。

## 略歴
寺西正勝の長男。父と同じく、織田信長の部将・丹羽長秀に仕えるが、長秀の子・長重の代に内訌があって出奔し、共に豊臣秀吉に仕える。
天正15年（1587年）、九州の役に従軍。文禄元年（1592年）の文禄の役では正勝と共に秀吉本陣の御後備衆の400人を率いて肥前名護屋城に駐屯した。
慶長元年（1596年）、越前国内で1万石を領した。この頃、家督を相続したと思われる。同2年（1597年）9月27日、豊臣姓を下賜され、従五位下・下野守に叙任された。同3年（1598年）、秀吉の死に際して遺物兼吉の刀を受領。同5年（1600年）4月10日、父の遺領のうち700石を加増される。
同年に起った関ヶ原の戦いでは弟・新五郎（摂津国内5,400石）共に西軍に属し、北国口の防備にあたる。東軍の前田利長（金沢城）に備えるため、兵500を率いて丹羽長重の居城加賀小松城に救援に入ったが、本戦での西軍の敗戦を知って同城を退去して逃亡した。このため、弟と共に改易された。
剃髪して吸庵と号し、放浪生活に入ったが、同じく改易された丹羽長重が常陸古渡藩1万石として復帰すると、縁故によってこれに仕える。嫡男の次郎助は熊本藩主・加藤清正に仕え、後に丹羽家に仕える。子孫は丹羽家に従って二本松藩に移り、藩士として存続した。